# Nettoyage du côlon

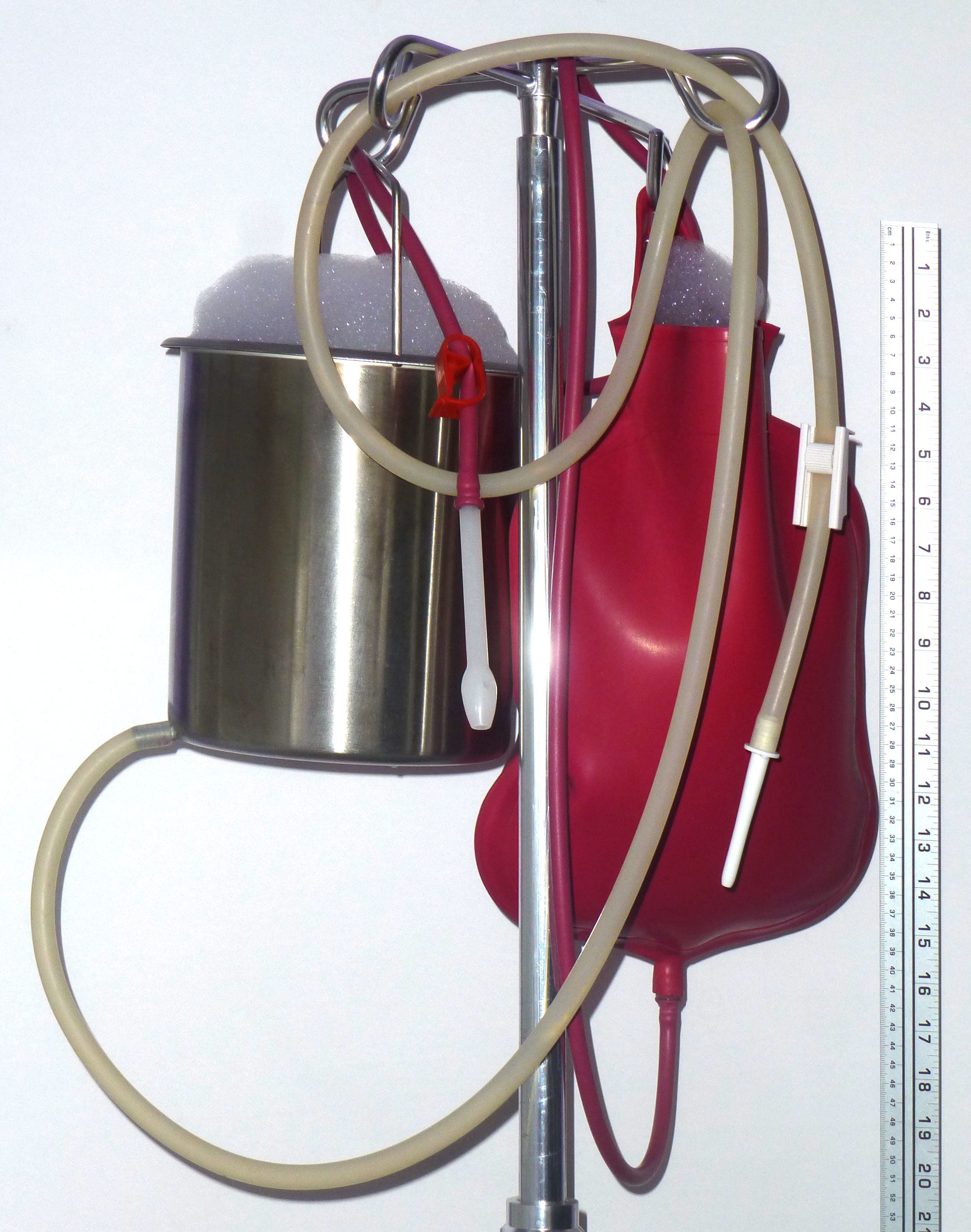
Système de lavement au savon comprenant une boîte et d'un sac avec une buse.

Le nettoyage du côlon, également appelé thérapie du côlon, hydrothérapie du côlon, ou irrigation du côlon, regroupe plusieurs thérapies médicales alternatives.

## Principe
L'irrigation du côlon, également connue sous le nom d'« hydrothérapie du côlon », ou d'« hydrothérapie de côlon », est un traitement utilisé « pour laver le contenu du gros intestin au moyen de lavements copieux utilisant de l'eau ou d'autres médicaments ».
Certaines formes d'hydrothérapie du côlon utilisent des tubes pour injecter de l'eau, parfois mélangée à des herbes ou à d'autres liquides, dans le côlon via le rectum à l'aide d'un équipement spécial. Les régimes de nettoyage buccal utilisent des fibres alimentaires, des herbes, des compléments alimentaires ou des laxatifs. Ceux qui pratiquent le nettoyage du côlon croient à l'auto-intoxication, que des accumulations de selles putréfiées tapissent les parois du gros intestin et que ces accumulations abritent des parasites ou une flore intestinale pathogène, provoquant des symptômes non spécifiques et une mauvaise santé générale.
Cette technique ne doit pas être confondu avec un lavement où un liquide est introduit dans le côlon, souvent sous surveillance médicale conventionnelle, pour un nombre limité d'objectifs, notamment la constipation sévère et l'imagerie médicale.
Lors d'un lavement nettoyant, du liquide est introduit dans le côlon et retenu pendant cinq à quinze minutes. Au cours d'un côlon, du liquide est introduit dans le côlon, puis il est évacué et cela se répète jusqu'à ce que tout le côlon soit vidé.

## Intérêts
Cette techniques sont censées éliminer les toxines du côlon  en éliminant les accumulations supposées de matières fécales.

## Critique

### Utilité
Comme le côlon expulse normalement les déchets, le nettoyage du côlon est généralement inutile.
Le docteur en médecine Harriet Hall écrit que « le côlon se nettoie tout seul... L'idée que ses murs seraient recouverts de résidus de hamburgers vieux de plusieurs années est absurde ».

### Preuves
Il n’existe pas de preuves scientifiques confirmant les avantages supposés du nettoyage du côlon.
Les bienfaits attribués de manière anecdotique au nettoyage du côlon sont vagues et les affirmations des fabricants et des praticiens reposent sur une compréhension erronée du corps,.
Le programme d'information de défense des consommateurs Marketplace a mené un essai auprès de trois femmes sur l'efficacité de deux suppléments du côlon par rapport aux fibres. Les résultats ont montré que les suppléments n’aidaient pas à perdre du poids et n’apportaient aucun avantage supplémentaire par rapport à un supplément de fibres de base. Selon l'American Cancer Society, « les preuves scientifiques disponibles ne soutiennent pas les affirmations selon lesquelles la thérapie du côlon est efficace dans le traitement du cancer ou de toute autre maladie ».

### Risques
Le nettoyage du colon présente plusieurs risques.

#### Risques physiologiques
Certaines préparations de lavement ont été accusées de provoquer des crises cardiaques et des déséquilibres électrolytiques.
De plus, un équipement mal préparé ou mal utilisé peut provoquer une infection ou des dommages à l'intestin. Un nettoyage fréquent du côlon peut conduire à une dépendance aux lavements pour déféquer et certaines herbes peuvent réduire l'efficacité ou augmenter les risques associés à l'utilisation de médicaments sur ordonnance.
Les symptômes attribués à l'auto-intoxication (maux de tête, fatigue, perte d'appétit et irritabilité) peuvent être causés par une distension mécanique de l'intestin, comme le syndrome du côlon irritable, plutôt que par des toxines provenant des aliments en putréfaction,,,. Il existe peu de preuves d’un bénéfice réel de la procédure, et aucune preuve qu’elle puisse atténuer les symptômes attribués aux théories du nettoyage du côlon.
L'irrigation du côlon peut perturber la flore intestinale normale et, si elle est effectuée fréquemment, peut entraîner une déplétion électrolytique accompagnée d'une déshydratation. Les événements indésirables rares mais graves ont été une perforation rectale ainsi qu'une infection amibienne due à un équipement mal stérilisé. D'autres prétendent que le nettoyage du côlon peut empêcher l'élimination des cellules mortes du côlon.
L'utilisation excessive de ces techniques peuvent provoquer de l'insuffisance cardiaque, voir mener à des crises provoquées par des déséquilibres électrolytiques lorsqu'ils sont effectués sous forme de lavement au café. Des lavements fréquents ou d'autres outils de nettoyage du côlon peuvent entraîner une dépendance et une incapacité à déféquer sans assistance, ainsi que d'éventuels symptômes de sevrage,. Les herbes prises par voie orale peuvent moduler l' absorption ou l'activité des médicaments sur ordonnance.

## Histoire

### Origine
L'autointoxication, terme inventé en 1884 par le médecin français Charles Jacques Bouchard. Ces techniques sont basés sur les croyances médicales des anciens Égyptiens et Grecs, mais qui ont été démystifiées au début du XXe siècle.
Les anciens Égyptiens croyaient que les toxines se formaient à la suite d'une décomposition dans les intestins et se déplaçaient de là dans le système circulatoire, provoquant de la fièvre et le développement de pus. Les Grecs de l'Antiquité ont adopté et élargi l'idée, en appliquant leur croyance aux quatre humeurs. Au XIXe siècle, des études en biochimie et en microbiologie semblaient soutenir l’hypothèse de l’auto-intoxication, et les médecins traditionnels promouvaient cette idée. Daly note que, historiquement, « la purge était l'une des rares procédures qu'un médecin pouvait effectuer avec des résultats visibles, souvent impressionnants et sans dangers immédiats ou évidents ».

### Époque contemporaine
Néanmoins, au cours des années 2000, le marketing sur Internet et les infopublicités de suppléments oraux censés servir au nettoyage du côlon ont augmenté.
Le concept d’auto-intoxication, l’idée selon laquelle la nourriture pénètre dans l’intestin et pourrit, justifie le nettoyage du côlon,.

## Réglementation
Aux États-Unis, la Food and Drug Administration (FDA) réglemente la production d'équipements utilisés en hydrothérapie du côlon, mais ne réglemente pas leur utilisation, ni les suppléments utilisés dans les régimes oraux de nettoyage du côlon. Les réclamations du fabricant ne nécessitent aucune vérification ou preuve à l’appui. Le contenu des produits n'est pas non plus vérifié ou testé. La FDA a publié plusieurs lettres avertissant les fabricants et les fournisseurs d’équipements d’hydrothérapie du côlon des fausses déclarations d’efficacité, des problèmes de sécurité et des violations des contrôles de qualité.